# Nine Lashes
I Nine Lashes sono un gruppo musicale christian rock statunitense fondato a Birmingham nel 2006.

## Storia

### Fondazione e primo album
La band è stata fondata nel 2006 dal chitarrista Adam "Tank" Jefferson e dal batterista originale Keith Cunningham, che avevano suonato insieme in un'altra band per diversi anni prima.
Jared "Gus" Lankford e il fratello di Adam, Jon Jefferson, si sono uniti rispettivamente come bassista e chitarrista.
L'attuale cantante Jeremy Dunn si unì alla band nel 2007 dopo il ritiro del primo cantante.
Durante questo primo periodo, la band ha aperto spettacoli per Day of Fire alla Life Church di Trussville,  Alabama, è stata intervistata su WDJC-FM e ha lavorato a lungo con l'organizzazione Teen Challenge.  Il 5 giugno 2009, la band pubblicò il loro album di debutto, Escape, con l'aiuto del produttore Travis Wyrick.

### Incontro con McNevan e contratto con Tooth & Nail
Nel primo di una serie di eventi fortuiti, la band cercò di aumentare la propria visibilità attraverso un'esibizione al Gardendale, l'annuale Magnolia Festival dell'Alabama. A tal fine, Jon inviò una copia di Escape a Joe Posey, il promotore del festival. A Posey piacque l'album e decise di assistere ad uno dei concerti della band per vedere le loro capacità dal vivo. Impressionato dalla loro esibizione, inoltrò la sua copia di Escape al suo amico Trevor McNevan. Ascoltato l'album, McNevan lo apprezzò e contattò Brandon Ebel, presidente e CEO di Tooth & Nail Records (a cui erano firmate le band di McNevan Thousand Foot Krutch e FM Static ) consigliandogli di dare un'occhiata al gruppo. Ciò ha portato i Nine Lashes a firmare con l'etichetta, con successiva conferma il 27 giugno 2011.
Più tardi, nel 2011, i Nine Lashes sono stati selezionati per unirsi a I Am Empire e Blood and Water nel primo Kings and Queens Tour, sostituendo i co-headliner originali Queens Club, che si erano sciolti prima dell'inizio del tour. Si sono anche uniti al tour REDvolution dei Red svoltosi tra febbraio e marzo 2012, . In estate hanno suonato ai festival Creation Northwest e Kingdom Bound.

### Uscita diWorld We VieweFrom Water to War
Il secondo album della band, World We View, è stato pubblicato il 14 febbraio 2012. L'album è stato coprodotto da McNevan e Aaron Sprinkle e comprendeva voci ospiti di McNevan e del frontman di Demon Hunter Ryan Clark. Nella settimana del 3 marzo 2012, l'album ha debuttato su Billboard e ha raggiunto la posizione n. 17 nella classifica degli album cristiani,  n. 5 in Top Heatseekers, e al numero 43 di Top Rock Albums. 
La band ha annunciato il tour "From Water" il 9 agosto 2013, per supportare il loro nuovo album, From Water to War, che è stato pubblicato il 21 gennaio 2014. Il 29 ottobre, hanno pubblicato un nuovo singolo intitolato Break the World e subito dopo Surrender - entrambe le prime uscite del loro nuovo album.

### Quarto album e progetti futuri
Il quarto album della band, Ascend , è stato pubblicato l'11 marzo 2016. L'album abbandona in gran parte il suono hard rock del gruppo a favore dell'EDM e della musica ispirata al dubstep. Tuttavia, sette singoli pubblicati tra il 2018 e il 2021 mostrano un ritorno all'hard rock.

## Formazione

### Membri attuali
- Jeremy Dunn - voce solista (2007-oggi)
- Jonathan David Jefferson - chitarra ritmica (2006-oggi), basso (2016-oggi)
- Joseph Andrew Jefferson - chitarra solista (2015-oggi), basso (2016-oggi)
- Noah Terrell - batteria (2009-oggi)

### Ex membri
- Keith Cunningham - batteria (2006-2009)
- Adam "Tank" Jefferson - chitarra solista (2006-2015)
- Jared Lankford - basso (2006-2016)

## Discografia

### Album in studio
- 2009 – Escape
- 2012 – World We View
- 2014 – From Water to War
- 2016 – Ascend